# Tiffany Darwishová
Tiffany Renee Darwishová (* 2. října 1971 Norwalk) je americká zpěvačka a herečka, která byla na konci osmdesátých let populární jako Tiffany.
Má libanonské, německé, irské a čerokíjské předky. Od deseti let zpívala v countryových klubech, v roce 1984 navázala spolupráci s producentem Georgem Tobinem a zúčastnila se televizní talentové soutěže Star Search. U firmy Music Corporation of America vydala v roce 1987 první singl „Danny“ a debutové album Tiffany. Ve věku šestnácti let se stala nejmladší zpěvačkou, jejíž dlouhohrající deska pronikla do čela hitparády Billboard 200. Singlovou hitparádu vedla s písněmi „I Think We're Alone Now“ (převzatou z repertoáru skupiny Tommy James and the Shondells) a „Could've Been“. Nazpívala také úspěšnou coververzi skladby „I Saw Her Standing There“. Podílela se na nahrávce „Voices That Care“ ve prospěch Mezinárodního červeného kříže a vojáků v Perském zálivu.
Počátkem devadesátých let se od teenagerského popu posunula k posluchačsky náročnějšímu repertoáru s prvky stylu new jack swing a pokoušela se také skládat vlastní písně, avšak bez většího ohlasu. V roce 2000 zaznamenala comeback s albem The Color of Silence, které sklidilo pozitivní ohlas u kritiků.
Namluvila roli Judy v animovaném filmu Jetsonovi, objevila se také v televizních seriálech Out of This World a Jak jsem poznal vaši matku a v reality show Celebrity Fit Club. V roce 2002 pózovala pro časopis Playboy.
Žije ve městě Nashville, kde provozuje butik, angažuje se také v dobročinné organizace Give Kids the World. Z manželství s maskérem Bulmarem Garciou má syna Elijaha (* 1992).

## Diskografie
- Tiffany (1987)
- Hold an Old Friend's Hand (1988)
- New Inside (1990)
- Dreams Never Die (1993)
- The Color of Silence (2000)
- Dust Off and Dance (2005)
- Just Me (2007)
- Rose Tattoo (2011)
- A Million Miles (2016)
- Pieces of Me (2018)
- Shadows (2021)

## Filmografie
- Jetsonovi (1990)
- That '80s Show (2002, TV seriál)
- Jak jsem poznal vaši matku, epizoda Hrady z písku v písku (2008)
- Krvavý sníh (2009)
- Megapiraňa (2010)
- Megakrajta versus Gatoroid (2011)